# Observatoire paritaire du portage salarial
Créé en mars 2006, l'Observatoire Paritaire du Portage Salarial (OPPS) réunit les principaux syndicats acteurs du Portage salarial (SNEPS, CICF, CFDT, CFTC et CFE-CGC).
Son rôle est de mieux appréhender la nature des activités qui sont aujourd'hui réalisées en portage salarial, les modalités d’organisation de sociétés organisées en portage salarial, et les modalités d’exercice de l'activité.
L’OPPS participe, par l’intermédiaire de plusieurs groupes de travail, à l’élaboration d’une définition sécurisante du portage salarial, tant pour les entreprises de portage, pour les entreprises clientes que pour les portés. À sa création, l'OPPS s'est fixé un double objet :
- Une mission d'observatoire pour mieux cerner les réalités du portage salarial et ses enjeux. Dans ce cadre, l'O.P.P.S a notamment reçu les deux équipes de recherche qui menaient l'étude sur le portage réalisée à la demande du ministère de l'emploi, de la cohésion sociale et du logement,
- Une mission de concertation pour élaborer des propositions pour structurer et réguler globalement  le portage salarial, et plus spécifiquement sa déclinaison au niveau de la branche SYNTEC/CICF (Depuis le mois de juin 2006, le SNEPS  a rejoint la CICF (Chambre des Ingénieurs Conseil de France) cosignataires de la convention collective SYNTEC/CICF, la CICF étant elle-même membre de la CGPME).
Dès la fin d'année 2006, l'OPPS a présenté un projet d'encadrement du Portage au Ministère du travail, et a même suggéré les modifications législatives nécessaires à celui-ci.